# Telxínoe (satélite)
Telxínoe (en griego Θελξινόη Thelxinóe), o Júpiter XLII, es un satélite irregular retrógrado de Júpiter. Fue descubierto por un equipo de astrónomos de la Universidad de Hawái dirigido por Scott S. Sheppard en el año 2003, y se le dio la designación provisional de S/2003 J 22.
Telxínoe tiene unos 4 kilómetros de diámetro, y orbita a Júpiter a una distancia media de 20,454 millones de km en 597.607 días, a una inclinación de 151° con respecto a la eclíptica (153° al ecuador de Júpiter), con una excentricidad de 0,2685.
Fue nombrado en marzo de 2005 como de Telxíone, una de las cuatro Musas originales según algunos escritores griegos, y una hija de Zeus (Júpiter) con Mnemósine.
Telxínoe pertenece al grupo de Ananké, satélites retrógrados irregulares en órbita alrededor de Júpiter entre 19,3 y 22,7 millones de km, con inclinaciones de unos 150°.